# Baryscapus rugglesi
Baryscapus rugglesi är en stekelart som först beskrevs av Sievert Allen Rohwer 1919.  Baryscapus rugglesi ingår i släktet Baryscapus och familjen finglanssteklar. Inga underarter finns listade.